# Théophile Lemaire
Théophile Lemaire (* 1865; † 1943) war ein Briefmarkenhändler und Philatelist in Paris.
Ab etwa 1885 begann er mit seinem Briefmarkenhandel und zählt bald zu den namhaften Händlern in dem Bereich. Dabei beschäftigte er 30 Personen. Lemaire war Briefmarkensammler, stellte seine Marken auf Ausstellungen aus und wurde dabei mit vielen Preisen ausgezeichnet. Außerdem brachte er Alben, Kataloge und eine philatelistische Zeitschrift mit dem Titel Le Philatéliste Français heraus.